# Crypthelia micropoma
Crypthelia micropoma is een hydroïdpoliep uit de familie Stylasteridae. De poliep komt uit het geslacht Crypthelia. Crypthelia micropoma werd in 1985 voor het eerst wetenschappelijk beschreven door Cairns. 